# Gephyromantis spiniferus
Espèce
Synonymes
- Mantidactylus spiniferus Blommers-Schlösser & Blanc, 1991

Statut de conservation UICN

 VU B1ab(iii) : Vulnérable
Gephyromantis spiniferus est une espèce d'amphibiens de la famille des Mantellidae.

## Répartition et habitat

Aire de répartition de Gephyromantis spiniferus.

Cette espèce est endémique de Madagascar. Elle se rencontre entre 600 et 1 000 m d'altitude du massif d'Andringitra jusqu'au parc national d'Andohahela,. Elle vit dans la forêt tropicale humide primaire. On le la trouve pas dans les habitats dégradés.

## Publication originale
- Blommers-Schlösser & Blanc, 1991 : Amphibiens (première partie). Faune de Madagascar, vol. 75, p. 1-379.